# Aki Maeda
Aki Maeda (Japans: 前田亜季, Maeda Aki) (Tokio, 11 juli 1985) is een Japanse actrice. Ze is bekend geworden door haar rol als Noriko Nakagawa in Battle Royale uit 2000. Ze is daarnaast ook bekend als de jongere zus van Ai Maeda, die bekend werd dankzij haar rollen in de McDonald's-reclames, haar rol in Battle Royale II en dankzij haar voice-over van Kino in de anime Kino's Journey. Ze studeerde af aan de Hosei-universiteit in 2008.
Ze werd voor het eerst ontdekt door een talentscout toen zij een hamburgerwinkel bezocht met haar moeder in 1992.
Ze houdt zich naast het acteren ook bezig met een carrière in de muziek als zangeres en als drummer en was betrokken bij verschillende albums en singles. Bij we are Paran Maum en Linda Linda Linda (soundtrack), van de fictieve band Paran Maum uit de film Linda Linda Linda, was zij de drummer. De hoogst scorende nummers van Aki Maeda zijn Gomen ne (1999), Genki no SHOWER (2000), and Daijōbu (2000).

## Filmografie
- 1998: Katasumi and 4444444444
- 1999: Gamera 3: Iris kakusei
- 2000: Kaze o mita shonen
- 2000: Batoru rowaiaru
- 2001: Jo gakusei no tomo
- 2001: Gojira, Mosura, Kingu Gidorâ: Daikaijû sôkôgeki
- 2001: Sennen no koi - Hikaru Genji monogatari
- 2002: The Cat Returns
- 2003: Batoru rowaiaru II: Chinkonka
- 2004: Kono yo no sotoe - Club Shinchugun
- 2005: Linda Linda Linda
- 2005: Shiawase nara te o tatakô
- 2005: Harami: Shiroi Kyofu
- 2006: Mizu ni Sumu Hana
- 2006: Saikano
- 2008: Jirocho sangokushi
- 2009: Giniro no Ame

## Televisie
- 1995: Kaiki Club
- 1998: Hitoribocchi no Kimi ni
- 1999: P.P.O.I.
- 1999: Tsukai! Sanbiki no Goinkyo (aflevering 3)
- 2000: Mona Lisa no Hohoemi
- 2004: Honto ni Atta Kowai Hanashi (aflevering 8)
- 2004: Higuchi Ichiyo Monogatari
- 2005: Haru no Hotaru
- 2006: Hikari Idaku Tomo yo
- 2006: Keijiro Engawa Nikki 3
- 2007: Kuitan 2 (aflevering 8)
- 2007: Shin Hannari Kikutaro
- 2007: Onna Keiji Mizuki 2 (aflevering 4)
- 2007: Fuurin Kazan (aflevering 35)
- 2008: 4 Shimai Tantei Dan (aflevering 2)
- 2008: Gonzô: Densetsu no keiji
- 2008: Saigo no Senpan
- 2011: Shinsengumi Keppuroku
- 2011: Zettai Reido 2 (aflevering 1 en 2)

## Voice-over
- 2001: Cosmic Baton Girl Comet-san, Comet
- 2002: The Cat Returns, Yuki

## Discografie

### Albums
- 1999: Winter Tales
- 2000: Boys be (soundtrack)
- 2005: we are PARAN MAUM – Paran Maum, drummer
- 2005: Linda Linda Linda (soundtrack), drummer

### Singles
- 1999: Gomen ne
- 2000: Daijōbu
- 2000: Genki no SHOWER

## Prijzen
- Beste Amateur van het Jaar (Battle Royale) – 24ste Japan Academy Prize

- Biblioteca Nacional de España: XX1533262
- Bibliothèque nationale de France: cb14490161r (data)
- Gemeinsame Normdatei: 1236550323
- International Standard Name Identifier: 0000 0000 7824 5287
- Library of Congress Control Number: nr2004013720
- MusicBrainz: 5f10ee86-00c8-480a-a3df-1015545f1ffa
- Nationale Bibliotheek van Israël: 987012412008005171
- Système universitaire de documentation: 142556556
- Virtual International Authority File: 24550722
- WorldCat: E39PBJymCCQFTCX6YmcjPQRtKd